# Ehrhard von Queis
Julius Ehrhard Friedrich von Queis (* 11. Februar 1804; † 13. August 1867 auf Wossau) war ein preußischer Verwaltungsjurist und Landrat im Kreis Rastenburg (1856–1867).
Seine Eltern waren Peter Daniel von Quies (* 1774; † 21. Januar 1805) und dessen Ehefrau Julie Andrea (* 1777; † 1. Oktober 1845).
Er war zudem Besitzer des Rittergutes Wossau (polnisch Osewo) und ab 1849 Mitglied des Preußischen Abgeordnetenhauses (Fraktion unbekannt), bis er sein Mandat niederlegte. Er war zudem Generallandschaftsrat und seit 1856 amtierte er als Landrat in Rastenburg, Provinz Ostpreußen.
Er heiratete am 18. Juli 1828 Emilie Juliane von Wienskowski genannt Saltzwedel (* 18. Juli 1811). Das Paar hatte mehrere Kinder:
- Johann Julie Charlotte (* 5. März 1829; † 28. September 1892) ⚭ Adolf Graeff, Herr auf Wensöwen, dann auf Groß-Stürlack
- Ehrhard (* 18. November 1830), Landrat, Herr auf Grzybowen, dann Wossau ⚭ 1856 Marie Luise von der Trenck (* 22. Februar 1832; † 12. Juli 1877)
- Adele Emilie Angelika (1832–1866)
- Ella Luise Wilhelmine Leontine (* 14. August 1835) ⚭ 1859 Karl Friedrich Skrzeczka  (* 29. März 1833; † 20. Mai 1902), Professor und Geheimer Obermedizinalrat
- Rudolf Gustav Wilhelm (1837–1849)
- Julius Adolf Reinhold (* 22. Januar 1839; † 14. Mai 1909), Oberstleutnant ⚭ 1869 Agnes Sybilla Cöleste Schenk von Tautenburg (* 5. März 1852)